# Up Out My Face
Up Out My Face ist ein Lied der US-amerikanischen Sängerin Mariah Carey im Duett mit der Rapperin Nicki Minaj. Das Lied wurde von Carey, Terius Nash und Christopher Stewart geschrieben und von Carey, The-Dream und Tricky Stewart produziert. Das Lied erschien auf Careys zwölftem Musikalbum Memoirs of an Imperfect Angel. Am 16. Februar 2010 wurde das Lied veröffentlicht.
Das Lied erreichte Platz 39 in den amerikanischen Hip Hop Charts. Beim Musikvideo führten Mariah Carey und ihr Ehemann Nick Cannon Regie. Das Video spielt in einem Spielzeuggeschäft und zeigt Carey und Minaj als Barbie-Puppen.

## Hintergrund
Die ursprüngliche Fassung des Liedes war kein Duett und erschien auf Careys Memoirs of an Imperfect Angel. Später nahm Carey das Lied mit der Rapperin Minaj auf.

## Kritik
Alison Stewart von der Washington Post kritisierte das Lied: „In den letzten sechs Monaten wurde Minaj das go-to girl für alle und die größten Künstler, welche unbedingt einen Gastbeitrag für ihre Titel haben wollten. Hier rapt sie langweilig und belanglos auf einem erfolglosen Remix, grund genug für Kritik“.

## Musikvideo
Das Musikvideo zu Up Out My Face wurde im Dezember 2009, zusammen mit dem Musikvideo zu Angels Cry feat. Ne-Yo, gedreht. Bei beiden Musikvideos führte das Ehepaar Mariah Carey und Nick Cannon Regie. Beide Musikvideos hatten ihre Weltpremiere am 27. Januar 2010 bei VEVO.com. Das Musikvideo zeigt Carey und Minaj als verschiedene Charaktere. In einer Szene stellen beide Barbie-Puppen dar und wollen aus ihrer Spielzeugverpackung entkommen. In einer weiteren Szene sind beide als Krankenschwestern gekleidet und lächeln und flirten miteinander, dabei zeigen beide sexuell anregende Tanzbewegungen. In einer weiteren Szene sind Carey und Minaj in einem Kosmetiksalon. In einigen Szenen gehen beide shoppen und tragen lange Kleider. Minaj sagte, dass Carey sagte „Jeder sagte 'she's doing Nicki.' Aber ich erzählte ihr [Nicki Minaj], dass sie immer eine Puppen-Persönlichkeit ist, ich liebe deswegen alles an ihr, sie ist mein 'doll baby'. So waren wir beide Barbie-Puppen und hatten Spaß was auch in unserem leckeren Musikvideo deutlich wird, aber noch viel wichtiger ist für mich, dass wir beide eine persönliche Freundschaft entwickelt haben und unsere Erfolge privat feiern können oder wir beide voneinander lernen können, ich wünsche ihr den Erfolg am meisten.“
In eine Rückmeldung zum Musikvideo erklärte Chris Ryan von MTV News: „Nicki Minaj stiehlt Mariah Carey die Show, sie kleidet sich wie eine schwarze Barbie-Krankenschwester und repräsentiert einen Auszug aus Trey Songz LOL in einem britischen Akzent.“ Shaheem Reid von MTV sagte: „Die beiden Schlampen hatten Spaß, wechselten ihre Outfits und durften mit heißen Männern spielen und das passt am besten zu Nicki Minajs Leben und ihre Persönlichkeit.“ Im Musikvideo spielt auch die amerikanische TV-Legende B. Scott mit.

## Kommerzieller Erfolg

### Chartplatzierungen
In der Woche zum 28. Januar 2010 debütierte das Lied auf Platz 97 der US Hot R&B/Hip Hop Songs Charts. Damit gelang Carey in den Hip Hop Charts der Rekord, mit den meisten Platzierungen einer weiblichen Künstlerin.Up Out My Face (Remix) ist der 42 Titel, den Carey in diesen Charts platzieren konnte. Nach einigen Wochen erreichte das Lied Platz 39 der Hip Hop Charts. In den Billboard Hot 100 erreicht das Lied nur für eine Woche Platz 100 und gilt somit als eines der erfolglosesten Titel in der Geschichte der amerikanischen Charts. In Südkorea erreichte das Lied für eine Woche Platz 152. In weiteren Ländern kam das Lied überhaupt nicht in die Charts.
| ChartsChartplatzierungen       | Höchstplatzierung | Wochen |
| ------------------------------ | ----------------- | ------ |
| Vereinigte Staaten (Billboard) | 100 (1 Wo.)       | 1      |

### Auszeichnungen für Musikverkäufe
| Land/Region               | Auszeichnungen für Musikverkäufe (Land/Region, Auszeichnung, Verkäufe) | Verkäufe |
| ------------------------- | ---------------------------------------------------------------------- | -------- |
| Vereinigte Staaten (RIAA) | Gold                                                                   | 500.000  |
| Insgesamt                 | 1× Gold ·                                                              | 500.000  |

Hauptartikel: Mariah Carey/Auszeichnungen für Musikverkäufe